# Merkurova orbita
Merkur ima najekscentričniju orbitu od svih planeta; njegova ekscentričnost iznosi 0,21, a njegova udaljenost od Sunca kreće se od 46.000.000 to 70.000.000 km. Za završetak orbite je potrebno 87,969 zemaljskih dana. Veća brzina Merkura kada je blizu perihela očita je s veće udaljenosti koju prelazi u svakom petodnevnom intervalu. Na dijagramu je različita udaljenost Merkura od Sunca predstavljena veličinom planeta koja je obrnuto proporcionalna udaljenosti Merkura od Sunca. Ova različita udaljenost do Sunca dovodi do toga da je Merkurova površina savijena zbog plimnih sila uzrokovane Suncem koje su oko 17 puta jače od Mjesečevih na Zemlji. U kombinaciji s 3:2 rezonancom vrtnje planeta oko svoje osi, to također rezultira složenim varijacijama površine. Rezonanca čini da jedan solarni dan na Merkuru traje točno dvije Merkurove godine, odnosno oko 176 Zemljinih dana.
Merkurova orbita nagnuta je za 7 stupnjeva prema ravnini Zemljine orbite (ekliptika), kao što je prikazano na dijagramu s desne strane. Kao rezultat toga, tranziti Merkura preko Sunčeve ploče mogu se dogoditi samo kada planet pređe ravninu ekliptike u vrijeme kad leži između Zemlje i Sunca, a to je u svibnju ili studenom. To se događa u prosjeku svakih sedam godina.
U određenim točkama na površini Merkura, promatrač bi mogao vidjeti kako Sunce izađe malo više od dvije trećine puta preko horizonta, a zatim bi se preokrenulo i zašlo prije ponovnog uspona, a sve unutar istog Merkurovog dana. To je zato što je približno četiri zemaljska dana prije perihela, Merkurova kutna orbitalna brzina jednaka njegovoj kutnoj brzini rotacije, tako da prividno kretanje Sunca prestaje; bliže perihelu, Merkurova kutna orbitalna brzina tada prelazi kutnu brzinu rotacije. Dakle, izmišljenom promatraču na Merkuru čini se da se Sunce kreće u retrogradnom smjeru. Četiri zemaljska dana nakon perihelija nastavlja se sunčevo normalno prividno kretanje. Sličan učinak dogodio bi se ako je Merkur bio u sinkronoj rotaciji: naizmjenični dobitak i gubitak rotacije tijekom okretaja uzrokovali bi osvjetljenje 23.65°.
Merkur u prosjeku postiže donju konjunkciju (najbliži pristup Zemlji) ali taj se interval može kretati od 105 dana do 129 dana zbog ekscentrične orbite. Merkur može dostići 82.2 gigametara (0,549 AJ; 51,1 milijuna milja) do Zemlje, a ta se udaljenost polako smanjuje: sljedeći pristup unutar 82.1 Gm (51 milijuna milja) je 2679., a unutar 82.0 Gm u 4487., ali neće biti bliže Zemlji od 80 Gm sve do 28.622. Njegovo razdoblje retrogradnog gibanja kao što se vidi sa Zemlje može varirati od 8 do 15 dana s obje strane inferiorne konjunkcije. Ovaj veliki raspon proizlazi iz velike orbitalne ekscentričnosti planete. Merkur je u prosjeku najbliži planeti Zemlji, i najbliži je planetu svakom od ostalih planeta Sunčevog sustava.

## 1:1 perihelsko-precesijska rezonanca Merkur-Jupiter
Merkur je posebno osjetljiv na Jupiterov utjecaj zbog male nebeske slučajnosti: Merkurov perihel, točka u kojoj se najbliže približi Suncu, precesira brzinom od oko 1,5 stupnjeva svakih 1000 godina, a Jupiterov perihel precesira samo malo sporije. U jednom trenutku njih dvoje mogu upasti u sinkronizaciju, a tada bi se Jupiterova stalna gravitacijska povlačenja mogla akumulirati i povući Merkur s puta s 1-2% vjerojatnosti, 3–4 milijarde godina u budućnosti. To bi ga u moglo izbaciti iz Sunčevog sustava ili poslati na sudarnu putanju s Venerom, Suncem ili Zemljom.